# Misaki Kobayashi
Pour les articles homonymes, voir Kobayashi.
Misaki Kobayashi (小林海咲, Kobayashi Misaki) née le 16 janvier 1990 à Tokyo est une joueuse professionnelle de squash représentant le Japon. Elle atteint en janvier 2014 la 29e place mondiale sur le circuit international, son meilleur classement. Elle est championne du Japon de 2009 à 2016 sans interruption avant de laisser son titre à Satomi Watanabe.
Son frère Ryōsei Kobayashi est également joueur professionnel de squash.

## Biographie
A l'âge de quinze ans, elle choisit de s’entraîner en Malaisie où le niveau est bien meilleur. L'année suivante, elle est rejointe par son frère cadet, également joueur de squash, et ils s’installent à Penang. Elle y reste 4 ans et demi, passant professionnelle en 2007. En 2008, elle s'incline en finale des championnats du Japon face à Chinatsu Matsui, quadruple championne. L'année suivante, elle arrive à la battre en demi-finale et devient championne du Japon, plus jeune championne de tous les temps à l'âge de 19 ans. Elle se retire du circuit en fin d'année 2018.

## Palmarès
- Championnats du Japon: 8 titres (2009−2016)